# Nation métisse de la Colombie-Britannique
La Nation métisse de la Colombie-Britannique (NMCB), anciennement le Conseil métis provincial de la Colombie-Britannique, est le principal organisme représentant les Métis dans la Colombie-Britannique, Canada. La présidente actuelle est Clara Morin-Dal Col, la vice-présidente est Lissa Smith.

## Lecture
- Andrews, G. S. Metis Outpost Memoirs of the First Schoolmaster at the Metis Settlement of Kelly Lake, B.C., 1923-1925. Victoria, B.C., Canada: G.S. Andrews, 1985.  (ISBN 0-9692169-0-4)
- Barkwell, Lawrence J., Leah Dorion, and Audreen Hourie. Métis legacy Michif culture, heritage, and folkways. Métis legacy series, v. 2. Saskatoon: Gabriel Dumont Institute, 2006.  (ISBN 0-920915-80-9)
- Barkwell, Lawrence J., Leah Dorion and Darren Prefontaine. "Metis Legacy: A Historiography and Annotated Bibliography". Winnipeg: Pemmican Publications Inc. and Saskatoon: Gabriel Dumont Institute, 2001.  (ISBN 1-894717-03-1)
- Desjarlais, N. Colin. The Rights of the Métis in British Columbia. Vancouver: Native Programs, Legal Services Society of British Columbia, 1995.  (ISBN 0-7726-2466-6)
- Evans, Mike. What It Is to Be a Métis The Stories and Recollections of the Elders of the Prince George Métis Elders Society. Prince George, BC: UNBC Press, 1999.  (ISBN 1-896315-08-9)
- George R. D. Goulet and Terry Goulet. The Metis in British Columbia: From Fur Trade Outposts to Colony. Vancouver, BC & Calgary, AB: FabJob, 2008.  (ISBN 978-1-897286-29-6)
- Inkster, Rene. The Métis of British Columbia Fundamental Reading and Writing Exercises. [Victoria]: BC Ministry of Advanced Education, Training and Technology, 2001.
- Point, Leona. Metis People of Quesnel People of Mixed Heritage Living in the North Cariboo of British Columbia. Quesnel, B.C.: Quesnel Tillicum Society], 1994.  (ISBN 1-895795-02-8)